# Grattacielo Leon Pancaldo
Il Grattacielo Leon Pancaldo è uno degli edifici più alti di Savona a destinazione prevalentemente abitativa: è stato costruito tra il 1938 e il 1941.

## Collegamenti esterni

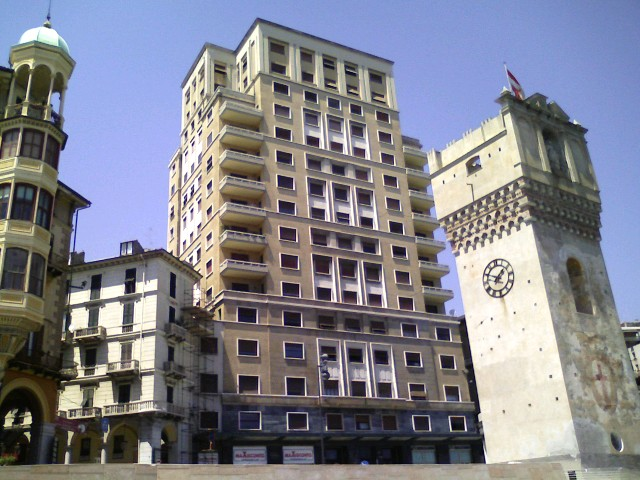
Grattacielo Leon Pancaldo